# Diocèse de Fushun
Le diocèse de Fushun (Dioecesis Fuscioenensis) est un siège de l'Église catholique en Chine, suffragant de l'archidiocèse de Shenyang. Le siège est vacant.

## Territoire
Le diocèse comprend une partie de la province du Liaoning en Mandchourie.
Le siège épiscopal est à Fushun, où se trouve la cathédrale Saint-Joseph.

## Histoire
la province est évangélisée depuis le milieu du XIXe siècle par les Missions étrangères de Paris. La préfecture apostolique de Fushun (Fouchouen en français de l'époque) est érigée le 4 février 1932 par le bref Admonet Nos de Pie XI, recevant son territoire du vicariat apostolique de Moukden, aujourd'hui archidiocèse de Shenyang. Elle est confiée aux missionnaires américains de Maryknoll (arrivés ici en 1926) et le territoire se trouve dans le Mandchoukouo, État satellite de l'empire du Japon. 
Le 13 février 1940, la préfecture apostolique est élevée au rang de vicariat apostolique par la bulle Ad potioris dignitatis de Pie XII. Le Mandchoukouo s'écroule le 15 août 1945, après l'invasion soviétique de la Mandchourie, et la région - théâtre d'un conflit armé entre nationalistes et communistes - retourne dans le territoire de la République de Chine.
Le 11 avril 1946, le vicariat apostolique est élevé en diocèse par la bulle Quotidie Nos du même Pie XII. La région tombe sous le joug communiste à la fin de l'année 1948 et l'ensemble de la Chine en octobre 1949. En deux ans, les missions sont anéanties et les missionnaires expulsés.
En 1981, le gouvernement communiste chinois prend des mesures de tolérance vis-à-vis des cultes, désormais strictement sous contrôle politique. Sans le consentement du Saint-Siège, il décide de supprimer les diocèses de Fushun, de Jinzhou et de Yingkou et d'attribuer leurs territoires à l'archidiocèse de Shenyang qu'il renomme en archidiocèse du Liaoning.

## Ordinaires
- Raymond Aloysius Lane, M.M. † (14 avril 1932 - 7 août 1946, démission)[3]
  - Sede vacante

## Statistiques
Le diocèse, à la fin de l'année 1949, comptait 10 000 baptisés pour une population de 6.250.000 habitants (0,2%).